# RTV Drenthe

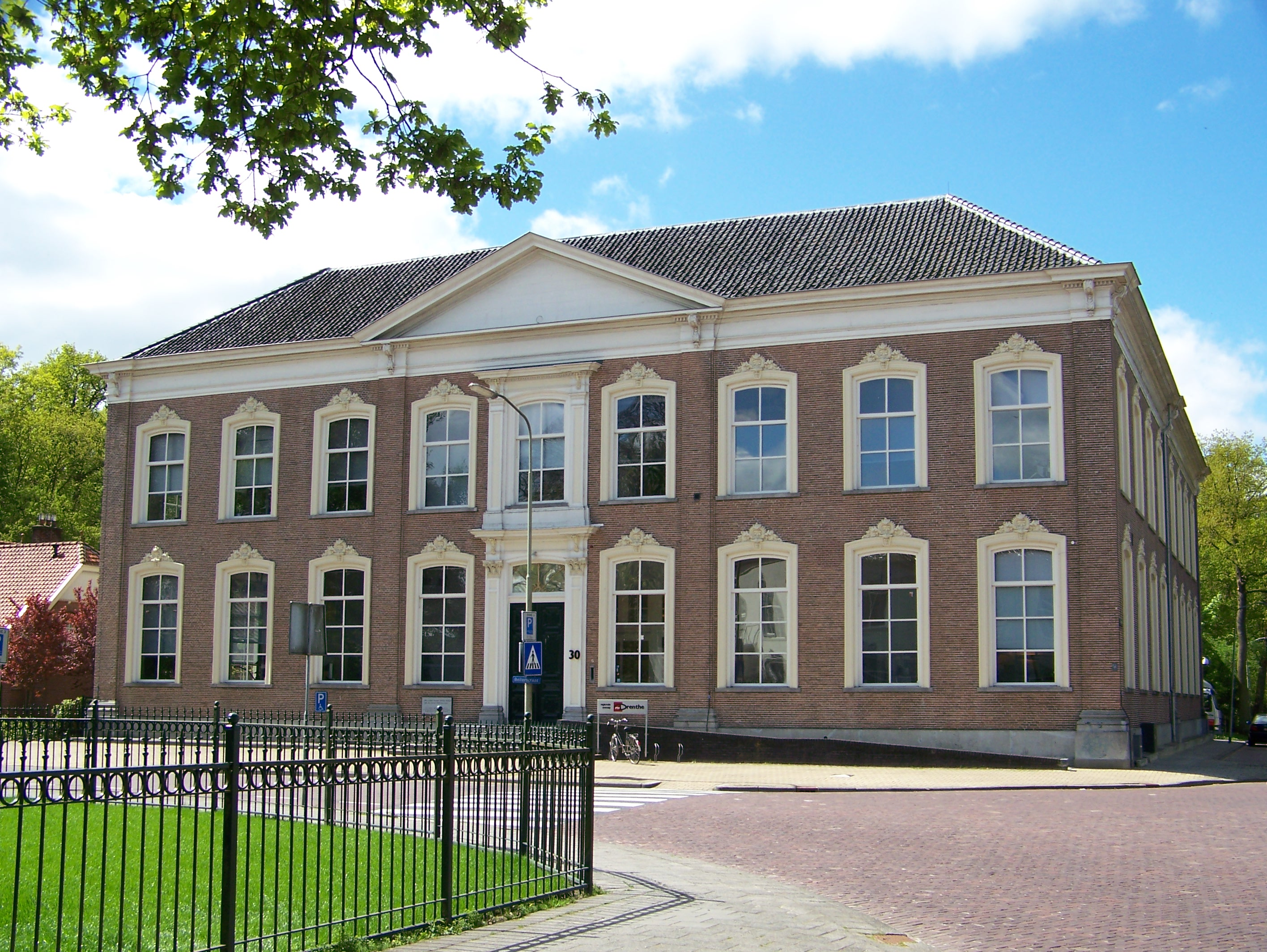
Het pand van RTV Drenthe aan de Beilerstraat

RTV Drenthe is de regionale publieke omroep en rampenzender van de Nederlandse provincie Drenthe. Deze is ontstaan na de opsplitsing van Radio Noord (tot dan de regionale zender van Groningen en Drenthe) in 1989. De omroep is gevestigd in Assen, sinds 2004 in de voormalige Rijks Hogere Burgerschool aan de Beilerstraat.
Radio Drenthe zendt 24 uur per dag uit. De zender brengt zowel nieuws-, muziek- als praatprogramma's, waarvan een klein deel in het Drents gepresenteerd wordt. TV Drenthe verzorgt gemiddeld één uur zendtijd per dag, meestal een combinatie van het dagelijkse regionale nieuws en een wekelijks themaprogramma. De uitzendingen beginnen om 17.00 uur. De rest van de avond en nacht worden de uitzendingen herhaald. RTV Drenthe is de regionale calamiteitenzender van Drenthe.
In 2014 bestond RTV Drenthe 25 jaar, wat gevierd werd met een 25 uur durende uitzending met favoriete liedjes van luisteraars op 25 en 26 oktober en een open dag op 1 november, die door ruim 3000 belangstellenden werd bezocht. Tevens traden de Drentse artiesten Tim Roos, René Karst, Erika Karst en de Drentse band Mooi Wark er op.

## De Trektocht
Bij de bevolking heeft de omroep een goede naam opgebouwd. Midden jaren negentig was het de best beluisterde regionale radio-omroep van Nederland. Een van de best bekeken programma's van de zender was het zomerprogramma De Trektocht. Hierbij trokken verslaggevers en gasten enkele weken dwars door de provincie, van dorp naar dorp, wat live op de radio kon worden gevolgd en waarvan iedere avond een verslag op TV verscheen. Het team, dat deels in het Drents presenteerde, werd vrijwel altijd met open armen ontvangen door de lokale bevolking. Via een open stemming kon het publiek bepalen waar de wandeling de volgende dag heen zou gaan.

## Leukste Dorp van Drenthe
In 2013 is de verkiezing 'Het Leukste Dorp van Drenthe' door RTV Drenthe op touw gezet. Alle Drentse dorpen konden meedoen aan de verkiezing, die door middel van stemmen tot stand kwam. Van de tachtig deelnemende dorpen bleven op 20 april 2013 tien finaledorpen over. Dit waren Norg, Pesse, Eelde-Paterswolde, Westerbork, Dalen, Annen, Ruinerwold, Zuidlaren, Dwingeloo en Roden. In de verkiezing moest onder andere een historisch lied, een historische mozaïek, een dorpslunch en diverse activiteiten georganiseerd worden door elk dorp. Op 15 juni 2013 werd bekendgemaakt dat Annen het dorp met de meeste stemmen was en dus uitgeroepen werd tot Leukste Dorp van Drenthe 2013.

## Bekende presentatoren
Johan Derksen die in Grolloo woont presenteert het radioprogramma Muziek voor volwassenen en presentator Loes van der Laan verzorgt sinds 2015 een dagelijke weerbericht opgenomen op een Drentse locatie in het Veenkoloniaals dialect.